# Stenactyla jokoensis
Stenactyla jokoensis es una especie de coleóptero de la familia Scirtidae.

## Distribución geográfica
Habita en Camerún.